# Шамарин, Владимир Викторович
Владимир Викторович Шама́рин (род. 22 апреля 1960, Санкт-Петербург) — Российский старообрядческий религиозный и общественный деятель; Председатель Российского Совета Древлеправославной поморской церкви (с 2018), старший наставник (настоятель) Невской старообрядческой поморской общины.

## Биография
Родился 22 апреля 1960 года в Ленинграде в семье старообрядцев-поморцев.
В 1977 году по окончании средней школы поступил в Ленинградский инженерно-экономический институт им. Пальмиро Тольятти (ныне Университет ИНЖЭКОН), который окончил с отличием в 1982 году.
С 1982 по 1988 год работал на предприятиях Санкт-Петербурга.
С августа 1988 года перешёл на постоянное служение в Невскую общину.

### Невская старообрядческая поморская община
C 1976 года — причетник Невской поморской общины.
С 1978 года исполнял обязанности канонарха общины.
С 1981 года – подголовщик, с 1983 года – головщик правого клироса.
В 1993 году наставником Климентом Феофилактовичем Тришкиным (Даугавпилс, Латвия) при участии 5 духовных наставников из России и Латвии Владимир Викторович был благословлён на отеческое служение и с тех пор является духовным наставником Невской Поморской общины Санкт-Петербурга.
4 февраля 2018 года избран старшим наставником (настоятелем) Невской поморской общины.

### Церковная деятельность
С 1983 года является членом редколлегии Старообрядческого Церковного Календаря (с 1996 г. – Календарь Древлеправославной Поморской Церкви).
С 1989 года член Российского Совета Древлеправославной поморской церкви.
В 1996-2005 годах Ответственный редактор Календаря Древлеправославной Поморской Церкви.
С 1999 года руководитель Духовных курсов при Невской общине.
С 2003 года руководитель Духовно-Канонического отдела Российского Совета ДПЦ
В 2006-2016 годах заместитель Председателя Российского Совета
23 января 2018 года на Съезде Древлеправославной Поморской Церкви избран Председателем Российского Совета Древлеправославной Поморской Церкви.

## Общественная деятельность
После организации в 1999 году Духовных курсов при Невской общине о. Владимир Викторович является их бессменным руководителем. Преподает на курсах предметы «Церковное пение», «Богослужебный Устав», «Обязанности духовного наставника», «Каноническое право». Владимир Викторович в совершенстве владеет столповым знаменным и гласовым церковным пением, изготовил ряд учебных записей и кратких методических пособий. Владимир Викторович принимал активное участие в выездных учебных сессиях по приглашению Самарской Поморской общины и Союза старообрядческих общин Эстонии. Преподает в Рижском Гребенщиковском Духовном училище (РГСО), читая лекции по каноническому праву, как очно, так и заочно (дистанционно).
Участник церковно-общественных и учебных конференций.
Владимир Викторович является одним из создателей молодёжного хора «Аненай», существующего при Невской общине, вдохновителем молодёжного движения в Древлеправославной Поморской Церкви.
В.В. Шамарин является составителем ежегодно помещаемого в календаре Устава соборной службы на воскресные и праздничные дни и Месяцеслова.
Автор многих статей и заметок в Календаре Древлеправославной Поморской Церкви и других церковных изданиях.

## Семья
Женат. Отец пятерых детей. Все дети служат на клиросе в Невской Старообрядческой Поморской общине.
Сын Арсений Владимирович Шамарин в 2017 году благословлён в духовные наставники.

## Книги
- Шамарин В.В. Устав соборной службы. Руководство-самоучитель. Пособие старообрядческим служителям для проведения церковных служб. - Санкт-Петербург, 1992.
- Шамарин В.В. О священстве и лжесвященстве. - Самара, 2006.
- Шамарин В.В., Шамарин А.В. Пособие по церковному чтению. - Санкт-Петербург, 2013.
- Шамарин В.В. Пение знаменное. Методическое пособие. Часть 1. - Санкт-Петербург, 2013.
- Шамарин В.В. Методическое пособие по уставу богослужения. - Санкт-Петербург, 2015.